# Макекерн, Джаред
Джаред Макекерн (англ. Jared MacEachern, родился 16 августа 1980 года, Виргиния-Бич, Виргиния) — американский музыкант, наиболее известный как бас-гитарист метал-группы Machine Head.
В 2000-х Джаред присоединился к метал-группе Sanctity, в составе которой записал один альбом, Road to Bloodshed. В том же году Макекерн подменял бас-гитариста Machine Head, Адама Дьюса, в во время тура The Black Tyranny. В феврале 2008 года, после релиза пластинки, он покидает Sanctity, в связи с рождением сына.
В октябре 2010 года, Макекерн присоединился к треш-метал-группе Serenity Dies.
В 2013 году, после ухода из Machine Head бас-гитариста Адама Дьюса, группа приняла в свой состав Макекерна. В составе Machine Head он принял участие в записи альбома, Bloodstone & Diamonds, изданного в 2014 году.

## Дискография
Sanctity
- Road to Bloodshed (2007)

Machine Head
- Bloodstone & Diamonds (2014)
- Catharsis (2018)
- Of Kingdom and Crown (2022)